# Tótpelsőc
Tótpelsőc (szlovákul: Pliešovce, németül: Deutschpelsätz) község Szlovákiában, a Besztercebányai kerületben, a Zólyomi járásban.

## Fekvése
Zólyomtól 20 km-re délre található.

## Története
A régészeti leletek tanúsága szerint területén már a bronzkorban is éltek emberek, a leletek a turócszentmártoni múzeumba kerültek.
A település első írásos említése 1256-ból származik, amikor IV. Béla király 1256. szeptember 7-én kelt adománylevelében Pelsőci Budimírnak, a zólyomi erdőóvók kapitányának szolgálataiért a Lampna nevű patak közén fekvő földet adja. A dokumentum tartalmából következik, hogy a település már 1256 előtt létezett. Ezt követően a települést 1332-ben „Plesvic”, 1336-ban „Pleseuch” néven írják. 1347-ben a VI. Kelemen pápa által kiadott bulla Szent György templomának építésével kapcsolatban említi. Ez a templom ma már nem létezik, csak az alapjai láthatók. 1419-ben Luxemburgi Zsigmond kiváltságlevelében Pelsőcnek („opidi nostri Plesoutz alias Pliesovcze”) mezővárosi jogokat és a következő kiváltságokat adja: szabad pap és bíróválasztás, saját ítélőszék, adó- és vámmentesség, az idegenek letelepedésének szabad megválasztása, háború esetén felmentés a hadak elszállásolása és élelmezése alól, háború idején lakói a királyi városok jogait élvezik, kő- és fakitermelési jog a település teljes határában.
1424-ben „Tothpelsewch”-ként említik. 1425-ben a településnek mészégetője volt, melyet Kalkofen néven említenek. Mezővárosi kiváltságait 1445-ben V. László, majd 1465-ben Hunyadi Mátyás is megerősítette. 1469-ben „Plesowecz”, 1489-ben „Plessewycze” a neve. 1492-ben II. Ulászló, 1523-ban II. Lajos, 1550-ben I. Ferdinánd is megerősítette mezővárosi kiváltságait. 1569-ben, majd 1578-ban és 1599-ben a török égette fel és rabolta ki a várost. 1773-ban „Plessowcze” alakban említik. 1784-ben felépült az evangélikus templom.
A 18. század végén Vályi András így ír róla: „PLESÓCZ. Plesovcze. Tót Mezőváros Zólyom Vármegyében, földes Ura Gróf Batthyáni Uraság, lakosai katolikusok, és másfélék, fekszik Szásznak szomszédságában, mellynek filiája, Korponához egy mértföldnyire, határbéli földgye hegyes néhol, de szorgalmatos mívelés után jól termő, javai meglehetősek, fája, réttye, legelője van, második osztálybéli.”
1832-ben I. Ferenc császár évi négy vásár tartását engedélyezte a városnak. Lakói mezőgazdasággal, mészégetéssel, szövéssel és kézművességgel foglalkoztak.
Fényes Elek 1851-ben kiadott geográfiai szótárában így ír a városról: „Tót-Pelsőcz (Plesovicze), tót m.-város, Zólyom vgyében: 65 kath., 1596 evang. lak., kik némely kiváltságokkal most is élnek, ámbár ezekből már tetemest vesztének. Evang. anyatemplom. Határa nagy, de nehéz müvelésü, rajta több szállások látszanak. F. u. a kamara. Ut. p. N.-Szalatna.”
1880-ban létesült az első csendőrőrs a településen, önkéntes tűzoltóegylete 1893-ban alakult meg. A trianoni diktátumig Zólyom vármegye Zólyomi járásához tartozott.

## Népessége
| Év:            | 1994. | 2004.   | 2014.   | 2024.   |
| -------------- | ----- | ------- | ------- | ------- |
| Emberek száma: | 2259  | 2203    | 2279    | 2262    |
| Eltérés:       |       | -2,47 % | +3,44 % | -0,74 % |

| Év:            | 2023. | 2024.   |
| -------------- | ----- | ------- |
| Emberek száma: | 2265  | 2262    |
| Eltérés:       |       | -0,13 % |

1910-ben 3455-en lakták, ebből 3082 szlovák és 369 magyar anyanyelvű volt.
2001-ben 2176 lakosából 2114 szlovák volt.
2011-ben 2320 lakosából 2125 szlovák volt.
2021-ben 2260 lakosából 2136 (+9) szlovák, 7 (+1) magyar, 2 (+2) ruszin, 44 (+4) egyéb és 71 ismeretlen nemzetiségű volt.

## Neves személyek
- Itt született 1816-ban Cservenák Benjámin evangélikus teológushallgató.
- Itt született 1823-ban Ondrej Červenák gazdasági szakember, népművelő.
- Állítólag itt született 1847-ben Mikszáth Kálmán magyar író, újságíró, szerkesztő, országgyűlési képviselő.
- Itt született 1899-ben Andrej Rjevaj szlovák kommunista politikus.
- Itt született 1934-ben Ján Solovič szlovák dramaturg. 1975-ben elnyerte a Csehszlovákia Érdemes Művésze díjat.
- Itt élt egy időben Milan Lasica (1940-2021) szlovák humorista, színész, rendező, író.

## Nevezetességei
- Evangélikus temploma 1927–1928-ban épült.
- Római katolikus temploma 1998-ban épült.